# Rußwurmsches Herrenhaus

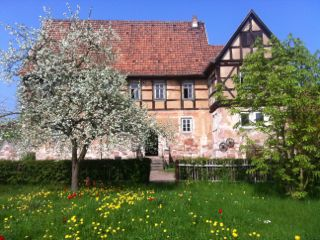
Rußwurmsches Herrenhaus im Frühling 2013

Das Rußwurmsche Herrenhaus ist ein historisches Baudenkmal in der Gemeinde Breitungen im Landkreis Schmalkalden-Meiningen in Thüringen.
In dem Herrenhaus, das über 800 Jahre alt ist, befinden sich nicht nur der Wolff Verlag und der Thuringi Verlag, sondern auch die Gesellschaft Kulturerbe Thüringen e. V. hat dort ihre Geschäftsstelle.

## Lage
Das Rußwurmsche Herrenhaus liegt in der Altstadt von Frauenbreitungen, in direkter Nähe zum Thüringer Wald und nur 200 Meter von der Werra entfernt.

## Geschichte
Das Rußwurmsche Herrenhaus besitzt eine lange und traditionsreiche Geschichte, die im Jahre 1138 beginnt. Eine erste befestigte Hofstätte an dieser Stelle befand sich im Besitz derer von Breitungen. Um 1360 ging der Besitz an die Familie von Rußwurm über, die hier 1370 erstmals erwähnt wird.
Der Hauptteil des Gutshauses wurde um 1545 errichtet. Dendrochronologische Untersuchungen ergaben 1541 und 1542 als Fälljahre der Eichenbalken. 1606 wurde der in den Hof reichende Anbau errichtet und die Wappentafel über der Haustüre angebracht. Teile der Halle und des Kellers datieren in das Mittelalter. Berühmtester Bewohner des Hauses war der in den Grafenstand erhobene kaiserliche Generalfeldmarschall Hermann Christoph von Rußwurm (1565–1605). 1655 war der Generalmajor der französischen Armee Hans Georg von Rußwurm zu Hellingen Eigentümer des Anwesens, der nach seinem Ableben dieses an die Erben des Hans Melchior von Butler zu Dietlas vermachte: Amtmann Heinrich von Miltitz, Christoph Kaspar Speßhart zu Rösleben, Wilhelm Christoph von Boyneburg zu Lengsfeld und Adam Reinhard von Butler zu Dietlas. Um 1772 konnten dann Mitglieder der Familie von Miltitz als Bewohner nachgewiesen werden. Nachdem sie das Herrenhaus an den sachsen-meiningischen Regierungsrat Johann Karl August von Uttenhofen verkauft hatten, der wegen finanzieller Probleme das Haus nicht mehr unterhalten konnte, kam es 1835 durch einen Zwangsverkauf an den Staat.
Nach einem weiteren Besitzer gelangt es schließlich Anfang des 20. Jahrhunderts ins Eigentum der Familie Voigt, die noch bis 2013 das Gehöft bewohnten, bis es von Robert Eberhardt und der Gesellschaft Kulturerbe Thüringen e. V. erstanden wurde.

## Heutige Nutzung
Das Rußwurmsche Herrenhaus ist seit 2013 die Geschäftsstelle der Gesellschaft Kulturerbe Thüringen e. V. mit dem Vorsitzenden Robert Eberhardt. Dieser Verein bringt die denkmalgerechte Sanierung voran und setzt sich dafür ein, dass die Anlage nicht nur für die wissenschaftliche Forschung zur Verfügung steht, sondern auch der Öffentlichkeit zugänglich gemacht wird. Eine Ausstellung informiert über die Geschichte des Herrenhauses. Vorträge und Lesungen werden angeboten. Zu Gast waren seit 2014 u. a. Nora Bossong, Daniela Danz, Martin Mosebach, Hellmut Seemann, Simon Strauß und Bernhard Vogel.
Außerdem beherbergt das Rußwurmsche Herrenhaus den Hauptsitz des Wolff Verlags sowie des Thuringi Verlags, bei denen ebenso Robert Eberhardt die Leitung innehat.